# Reprezentacja Austrii w hokeju na lodzie mężczyzn
Reprezentacja Austrii w hokeju na lodzie mężczyzn – kadra Austrii w hokeju na lodzie mężczyzn.
Zespół jest kierowany przez Österreichischer Eishockeyverband. Austria nie zdobyła medalu w głównych zawodach od 1947 roku. Austria obecnie ma 5867 zarejestrowanych graczy.

## Udział na igrzyskach olimpijskich
| - 1928 – 6. miejsce - 1932 – brak kwalifikacji - 1936 – 7. miejsce - 1948 – 8. miejsce - 1952 – brak kwalifikacji - 1956 – 10. miejsce - 1960 – brak kwalifikacji - 1964 – 13. miejsce - 1968 – 13. miejsce - 1972 – brak kwalifikacji - 1976 – 8. miejsce |  | - 1980 – brak kwalifikacji - 1984 – 10. miejsce - 1988 – 9. miejsce - 1992 – brak kwalifikacji - 1994 – 12. miejsce - 1998 – 14. miejsce - 2002 – 12. miejsce - 2006 – brak kwalifikacji - 2010 – brak kwalifikacji - 2014 – 10. miejsce - 2018 – brak kwalifikacji |